# Phyllium groesseri
Phyllium groesseri är en insektsart som beskrevs av Oliver Zompro 1998. Phyllium groesseri ingår i släktet Phyllium och familjen Phylliidae. Inga underarter finns listade i Catalogue of Life.